# Ульянины
Ульянины — дворянский род.
Восходит к последней четверти XIV века. Родоначальником считается Давыд Иванович Ульянин, праправнук знатного Мурзы Минчака, выехавшего из Золотой Орды к Великому Князю Московскому Дмитрию Донскому и принявшему святое крещение с именем Бориса Симеона Косаевича. Отцом Бориса Симеона был знатный Мурза Косай.
В 1503 г. пристав Григорий Давыдович Ульянин во главе двадцати человек сопровождал Литовское посольство от Москвы до Вязьмы, в 1518 г. — сокольничий князя Юрия Ивановича. Его брат Александр Давыдович, торопецкий писец, упоминается в 1539—1541 гг.: «составлял Торопецкие писцовые книги». Его сыновья Андрей и Фёдор упомянуты в Тысячной книге 1550 г. и в Дворцовой тетради пятидесятых годов XVI в. как дети боярские 3-й статьи, внуки Давыда, дети Ульянины — по г. Дмитрову Московской губ. Андрей Александрович был в 1583 г. воеводой в Алатыре и вторым воеводой в Казани в 1584 г. Внук Давыда, Алексей Григорьевич был воеводой в Новгороде Северском (1565), на Дедилове (1570), владел «старой вотчиной» в Коломенском уезде Московской губ. — селом Ульяниным и дер. Давыдовой (1577).

## Описание герба
В щите, имеющем голубое поле изображён золотой крест, под ним золотая же подкова шипами вверх.
Щит увенчан дворянскими шлемом и короной. Нашлемник: ястреб, обращенный в правую сторону. Намёт на щите голубой, подложенный золотом. Герб рода Ульяниных внесён в Часть 8 Общего гербовника дворянских родов Всероссийской империи, стр. 53.